# Ken Matthews
Kenneth Joseph Matthews, MBE (Birmingham, 1934. június 21. – Wrexham, 2019. június 2.) olimpiai bajnok angol atléta, gyalogló.

## Pályafutása
1959-ben, 1961-ben, 1963-ban és 1964-ben is mind a három gyalogló számban brit bajnok lett. Részt vett az 1960-as római olimpián 20 km-es gyaloglásban, de kénytelen volt a versenyt feladnia. Az 1962-es belgrádi Európa-bajnokságon és az 1964-es tokiói olimpián aranyérmes lett ugyan ebben a versenyszámban.

## Sikerei, díjai
- Olimpiai játékok – 20 km gyaloglás
  - aranyérmes: 1964, Tokió
- Európa-bajnokság – 20 km gyaloglás
  - aranyérmes: 1962, Belgrád